# Emil Kremenliev
Emil Georgiev Kremenliev - em Búlgaro, Емил Георгиев Кременлиев (Varna, 13 de Agosto de 1969) - é um ex-futebolista búlgaro, que atuava como defensor.

## Carreira
Emil Kremenliev fez parte da Seleção Búlgara de Futebol que chegou às semifinais da Copa do Mundo de 1994 e integrou a Seleção Búlgara de Futebol na Eurocopa de 1996.